# Okommutativ ring
Inom matematiken, speciellt inom abstrakta algebran och ringteori, är en okommutativ ring en ring vars multiplikation inte är kommutativ; i andra ord finns det element a och b av R med a·b ≠ b·a. Okommutativ algebra är studien av okommutativa ringar; många resultat i detta område gäller dock även för kommutativa ringar.

## Exempel
Några exempel på okommutativa ringar är:
- matrisringen av n-gånger-n-matriser över reella talen, där n>1.
- Hamiltons kvaternioner.
- en godtycklig gruppalgebra gjord av en grupp som inte är abelsk.

## Historia
Börjande med skevkroppar som uppstår i geometri har studiet av okommutativa ringar vuxit till ett viktigt delområde av modern algebra. Teorin av okommutativa ringar utvidgades under 1800- och 1900-talen av ett flertal matematiker. Några av de viktigaste av dessa är Emil Artin, Richard Brauer, Paul Cohn, William Rowan Hamilton, I. N. Herstein, Nathan Jacobson, Kiiti Morita, Emmy Noether och Øystein Ore.

## Skillnader mellan kommutativ och okommutativ algebra
Eftersom okommutativa ringar är en mycket större klass än kommutativa ringar, är deras struktur och egenskaper mindre kända. Mycket arbete har gjorts för att generalisera resultat från kommutativa ringar till okommutativa ringar. En stor skillnad mellan dessa klasser av ringar är behovet av att skilt betrakta höger- och vänsterideal. Det är vanligt för okommutativa ringteoretiker att ställa krav på ett slag av dessa ideal som inte nödvändigtvis gäller för de andra. För kommutativa ringar behöver man inte indela idealen i höger- och vänsterideal.